# Grand Tour des Plus Beaux Villages de Wallonie

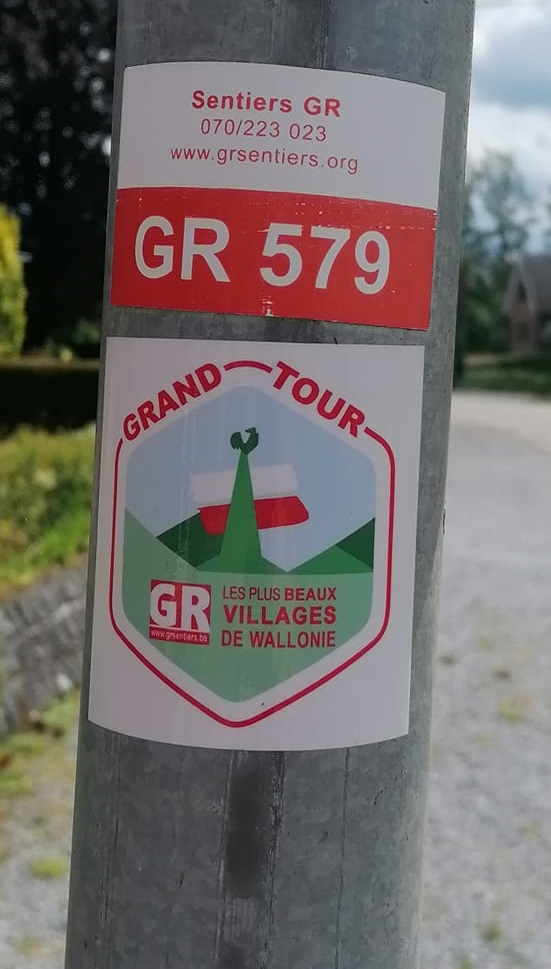
GTPBVW

De Grand Tour des Plus Beaux Villages de Wallonie of GTPBVW is een GR-pad in Wallonië. Het 1500 kilometer lange pad verbindt via bestaande GR-paden 32 verschillende dorpen die behoren tot de Les Plus Beaux Villages de Wallonie. 